# Seznam medailistů na mistrovství světa v dráhové cyklistice
Toto je seznam medailistů v dráhové cyklistice na mistrovství světa kterou pořádá Mezinárodní cyklistická unie (UCI).

## Sprint
| Rok  | Zlato                    | Stříbro                   | Bronz                            |
| ---- | ------------------------ | ------------------------- | -------------------------------- |
| 1895 | Robert Protin (BEL)      | George A. Banker (USA)    | Emile Huet (BEL)                 |
| 1896 | Paul Bourillon (FRA)     | Charley Barden (GBR)      | Edmond Jacquelin (FRA)           |
| 1897 | Willy Arend (GER)        | Charley Barden (GBR)      | Paul Masson (FRA)                |
| 1898 | George A. Banker (USA)   | Franz Verheyen (GER)      | Edmond Jacquelin (FRA)           |
| 1899 | Major Taylor (USA)       | Tom Butler (USA)          | Gaston Courbe D'outrelon (FRA)   |
| 1900 | Edmond Jacquelin (FRA)   | Harie Meyers (NED)        | Willy Arend (GER)                |
| 1901 | Thorvald Ellegaard (DEN) | Edmond Jacquelin (FRA)    | Guus Schilling (NED)             |
| 1902 | Thorvald Ellegaard (DEN) | Harie Meyers (NED)        | Pietro Bixio (ITA)               |
| 1903 | Thorvald Ellegaard (DEN) | Willi Arend (GER)         | Harie Meyers (NED)               |
| 1904 | Iver Lawson (USA)        | Thorvald Ellegaard (DEN)  | Henri Mayer (GER)                |
| 1905 | Gabriel Poulain (FRA)    | Thorvald Ellegaard (DEN)  | Henri Mayer (GER)                |
| 1906 | Thorvald Ellegaard (DEN) | Gabriel Poulain (FRA)     | Emile Friol (FRA)                |
| 1907 | Emile Friol (FRA)        | Henri Mayer (GER)         | Walter Rütt (GER)                |
| 1908 | Thorvald Ellegaard (DEN) | Gabriel Poulain (FRA)     | Charles Louis Van Den Born (BEL) |
| 1909 | Victor Dupre (FRA)       | Gabriel Poulain (FRA)     | Walter Rütt (GER)                |
| 1910 | Emile Friol (FRA)        | Thorvald Ellegaard (DEN)  | Nebyla udělena                   |
| 1911 | Thorvald Ellegaard (DEN) | Léon Hourlier (FRA)       | Nebyla udělena                   |
| 1912 | Frank L. Kramer (USA)    | Alfred Grenda (AUS)       | André Perchicot (FRA)            |
| 1913 | Walter Rütt (GER)        | Thorvald Ellegaard (DEN)  | André Perchicot (FRA)            |
| 1920 | Bob Spears (AUS)         | Ernst Kaufmann (SUI)      | William J. Balley (GBR)          |
| 1921 | Piet Moeskops (NED)      | Bob Spears (AUS)          | Pierre Sergent (FRA)             |
| 1922 | Piet Moeskops (NED)      | Bob Spears (AUS)          | Alois Degraeve (BEL)             |
| 1923 | Piet Moeskops (NED)      | Gabriel Poulain (FRA)     | Ernst Kaufmann (SUI)             |
| 1924 | Piet Moeskops (NED)      | Ernst Kaufmann (SUI)      | Maurice Schilles (FRA)           |
| 1925 | Ernst Kaufmann (SUI)     | Maurice Schilles (FRA)    | Lucien Michard (FRA)             |
| 1926 | Piet Moeskops (NED)      | César Moretti (ITA)       | Lucien Michard (FRA)             |
| 1927 | Lucien Michard (FRA)     | Ernst Kaufmann (SUI)      | Lucien Faucheux (FRA)            |
| 1928 | Lucien Michard (FRA)     | Lucien Faucheux (FRA)     | Ernst Kaufmann (FRA)             |
| 1929 | Lucien Michard (FRA)     | Piet Moeskops (NED)       | Ernst Kaufmann (SUI)             |
| 1930 | Lucien Michard (FRA)     | Piet Moeskops (NED)       | Orlando Piani (ITA)              |
| 1931 | Willy Falck Hansen (DEN) | Lucien Michard (FRA)      | Jef Scherens (BEL)               |
| 1932 | Jef Scherens (BEL)       | Lucien Michard (FRA)      | Mathias Engel (GER)              |
| 1933 | Jef Scherens (BEL)       | Lucien Michard (FRA)      | Albert Richter                   |
| 1934 | Jef Scherens (BEL)       | Albert Richter            | Louis Gérardin (FRA)             |
| 1935 | Jef Scherens (BEL)       | Albert Richter            | Louis Gérardin (FRA)             |
| 1936 | Jef Scherens (BEL)       | Louis Gérardin (FRA)      | Albert Richter                   |
| 1937 | Jef Scherens (BEL)       | Arie Van Vliet (NED)      | Albert Richter                   |
| 1938 | Arie Van Vliet (NED)     | Jef Scherens (BEL)        | Albert Richter                   |
| 1939 | Nebyla udělena           | Nebyla udělena            | Albert Richter                   |
| 1946 | Jan Derksen (NED)        | Georges Senfftleben (FRA) | Arie Van Vliet (NED)             |
| 1947 | Jef Scherens (BEL)       | Louis Gérardin (FRA)      | Georges Senfftleben (FRA)        |
| 1948 | Arie Van Vliet (NED)     | Louis Gérardin (FRA)      | Georges Senfftleben (FRA)        |
| 1949 | Reg Harris (GBR)         | Jan Derksen (NED)         | Arie Van Vliet (NED)             |
| 1950 | Reg Harris (GBR)         | Arie Van Vliet (NED)      | Jan Derksen (NED)                |
| 1951 | Reg Harris (GBR)         | Jacques Bellenger (FRA)   | Sid Patterson (AUS)              |
| 1952 | Oscar Plattner ( SUI)    | Georges Senfftleben (FRA) | Jan Derksen (NED)                |
| 1953 | Arie Van Vliet (NED)     | Enzo Sacchi (ITA)         | Reg Harris (GBR)                 |
| 1954 | Reg Harris (GBR)         | Arie Van Vliet (NED)      | Enzo Sacchi (ITA)                |
| 1955 | Antonio Maspes (ITA)     | Oscar Plattner (SUI)      | Arie Van Vliet (NED)             |
| 1956 | Antonio Maspes (ITA)     | Reg Harris (GBR)          | Oscar Plattner (SUI)             |
| 1957 | Jan Derksen (NED)        | Arie Van Vliet (NED)      | Roger Gaignard (FRA)             |
| 1958 | Michel Rousseau (FRA)    | Enzo Sacchi (ITA)         | Antonio Maspes (ITA)             |
| 1959 | Antonio Maspes (ITA)     | Michel Rousseau (FRA)     | Jan Derksen (NED)                |
| 1960 | Antonio Maspes (ITA)     | Oscar Plattner (SUI)      | Jos De Bakker (BEL)              |
| 1961 | Antonio Maspes (ITA)     | Michel Rousseau (FRA)     | Jos De Bakker (BEL)              |
| 1962 | Antonio Maspes (ITA)     | Sante Gaiardoni (ITA)     | Oscar Plattner (SUI)             |
| 1963 | Sante Gaiardoni (ITA)    | Antonio Maspes (ITA)      | Jos De Bakker (BEL)              |
| 1964 | Antonio Maspes (ITA)     | Ron Baensch (AUS)         | Jos De Bakker (BEL)              |
| 1965 | Giuseppe Beghetto (ITA)  | Patrick Sercu (BEL)       | Ron Baensch (AUS)                |
| 1966 | Giuseppe Beghetto (ITA)  | Ron Baensch (AUS)         | Sante Gaiardoni (ITA)            |
| 1967 | Patrick Sercu (BEL)      | Giuseppe Beghetto (ITA)   | Angelo Damiano (ITA)             |
| 1968 | Giuseppe Beghetto (ITA)  | Patrick Sercu (BEL)       | Giovanni Pettenella (ITA)        |
| 1969 | Patrick Sercu (BEL)      | Robert Van Lancker (BEL)  | Sante Gaiardoni (ITA)            |
| 1970 | Gordon Johnson (AUS)     | Sante Gaiardoni (ITA)     | Leijn Loevesijn (NED)            |
| 1971 | Leijn Loevesijn (NED)    | Robert Van Lancker (BEL)  | Giordano Turrini (ITA)           |
| 1972 | Robert Van Lancker (BEL) | Gordon Johnson (AUS)      | Giordano Turrini (ITA)           |
| 1973 | Robert Van Lancker (BEL) | Giordano Turrini (ITA)    | Ezio Cardi (ITA)                 |
| 1974 | Peder Pedersen (DEN)     | John Nicholson (AUS)      | Robert Van Lancker (BEL)         |
| 1975 | John Nicholson (AUS)     | Peder Pedersen (DEN)      | Ryoij Abe (JPN)                  |
| 1976 | John Nicholson (AUS)     | Giordano Turrini (ITA)    | Yoshikazu Sugata (JPN)           |
| 1977 | Koiči Nakano (JPN)       | Yoshikazu Sugata (JPN)    | John Nicholson (AUS)             |
| 1978 | Koiči Nakano (JPN)       | Dieter Berkmann (FRG)     | Yoshikazu Sugata (JPN)           |
| 1979 | Koiči Nakano (JPN)       | Dieter Berkmann (FRG)     | Michel Vaarten (BEL)             |
| 1980 | Koiči Nakano (JPN)       | Masahiko Ozaki (JPN)      | Daniel Morelon (FRA)             |
| 1981 | Koiči Nakano (JPN)       | Gordon Singleton (CAN)    | Kenji Takahashi (JPN)            |
| 1982 | Koiči Nakano (JPN)       | Gordon Singleton (CAN)    | Yavé Cahard (FRA)                |
| 1983 | Koiči Nakano (JPN)       | Yavé Cahard (FRA)         | Ottavio Dazzan (ITA)             |
| 1984 | Koiči Nakano (JPN)       | Ottavio Dazzan (ITA)      | Yavé Cahard (FRA)                |
| 1985 | Koiči Nakano (JPN)       | Yoshiyuki Matsueda (JPN)  | Ottavio Dazzan (ITA)             |
| 1986 | Koiči Nakano (JPN)       | Hideyuki Matsui (JPN)     | Nobuyuki Tawara (JPN)            |
| 1987 | Nobuyuki Tawara (JPN)    | Hideyuki Matsui (JPN)     | Claudio Golinelli (ITA)          |
| 1988 | Stephen Pate (AUS)       | Nebyla udělena            | Nobuyuki Tawara (JPN)            |
| 1989 | Claudio Golinelli (ITA)  | Yuichiro Kamiyama (JPN)   | Hideyuki Matsui (JPN)            |
| 1990 | Michael Hübner (GER)     | Claudio Golinelli (ITA)   | Stephen Pate (AUS)               |
| 1991 | Nebyla udělena           | Fabrice Colas (FRA)       | Nebyla udělena                   |
| 1992 | Michael Hübner (GER)     | Frédéric Magné (FRA)      | Eric Schoefs (BEL)               |
| 1993 | Gary Neiwand (AUS)       | Michael Hübner (GER)      | Eyk Pokorny (GER)                |
| 1994 | Marty Nothstein (USA)    | Darryn Hill (AUS)         | Michael Hübner (GER)             |
| 1995 | Darryn Hill (AUS)        | Curt Harnett (CAN)        | Frédéric Magné (FRA)             |
| 1996 | Florian Rousseau (FRA)   | Marty Nothstein (USA)     | Darryn Hill (AUS)                |
| 1997 | Florian Rousseau (FRA)   | Jens Fiedler (GER)        | Darryn Hill (AUS)                |
| 1998 | Florian Rousseau (FRA)   | Jens Fiedler (GER)        | Laurent Gané (FRA)               |
| 1999 | Laurent Gané (FRA)       | Jens Fiedler (GER)        | Florian Rousseau (FRA)           |
| 2000 | Jan van Eijden (GER)     | Laurent Gané (FRA)        | Nebyla udělena                   |
| 2001 | Arnaud Tournant (FRA)    | Laurent Gané (FRA)        | Florian Rousseau (FRA)           |
| 2002 | Sean Eadie (AUS)         | Jobie Dajka (AUS)         | Florian Rousseau (FRA)           |
| 2003 | Laurent Gané (FRA)       | Jobie Dajka (AUS)         | René Wolff (GER)                 |
| 2004 | Theo Bos (NED)           | Laurent Gané (FRA)        | Ryan Bayley (AUS)                |
| 2005 | René Wolff (GER)         | Mickaël Bourgain (FRA)    | Jobie Dajka (AUS)                |
| 2006 | Theo Bos (NED)           | Craig MacLean (GBR)       | Stefan Nimke (GER)               |
| 2007 | Theo Bos (NED)           | Grégory Baugé (FRA)       | Mickaël Bourgain (FRA)           |
| 2008 | Chris Hoy (GBR)          | Kévin Sireau (FRA)        | Mickaël Bourgain (FRA)           |
| 2009 | Grégory Baugé (FRA)      | Azizul Hasni Awang (MAS)  | Kévin Sireau (FRA)               |
| 2010 | Grégory Baugé (FRA)      | Shane Perkins (AUS)       | Kévin Sireau (FRA)               |
| 2011 | Jason Kenny (GBR)        | Chris Hoy (GBR)           | Mickaël Bourgain (FRA)           |
| 2012 | Grégory Baugé (FRA)      | Jason Kenny (GBR)         | Chris Hoy (GBR)                  |
| 2013 | Stefan Bötticher (GER)   | Děnis Dmitrijev (RUS)     | François Pervis (FRA)            |
| 2014 | François Pervis (FRA)    | Stefan Bötticher (GER)    | Děnis Dmitrijev (RUS)            |
| 2015 | Grégory Baugé (FRA)      | Děnis Dmitrijev (RUS)     | Quentin Lafargue (FRA)           |
| 2016 | Jason Kenny (GBR)        | Matthew Glaetzer (AUS)    | Děnis Dmitrijev (RUS)            |
| 2017 | Děnis Dmitrijev (RUS)    | Harrie Lavreysen (NED)    | Ethan Mitchell (NZL)             |
| 2018 | Matthew Glaetzer (AUS)   | Jack Carlin (GBR)         | Sebastien Vigier (FRA)           |
| 2019 | Harrie Lavreysen (NED)   | Jeffrey Hoogland (NED)    | Mateusz Rudyk (POL)              |
| 2020 | Harrie Lavreysen (NED)   | Jeffrey Hoogland (NED)    | Azizulhasni Awang (MAS)          |
| 2021 | Harrie Lavreysen (NED)   | Jeffrey Hoogland (NED)    | Sébastien Vigier (FRA)           |
| 2022 | Harrie Lavreysen (NED)   | Matthew Richardson (AUS)  | Matthew Glaetzer (AUS)           |
| 2023 | Harrie Lavreysen (NED)   | Nicholas Paul (TTO)       | Jack Carlin (GBR)                |
| 2024 | Harrie Lavreysen (NED)   | Jeffrey Hoogland (NED)    | Kaiya Ota (JPN)                  |

## 1 km s pevným startem
| Rok  | Zlato                  | Stříbro                                  | Bronz                      |
| ---- | ---------------------- | ---------------------------------------- | -------------------------- |
| 1993 | Florian Rousseau (FRA) | Shane Kelly (AUS)                        | Jens Glücklich (GER)       |
| 1994 | Florian Rousseau (FRA) | Erin Hartwell (USA)                      | Shane Kelly (AUS)          |
| 1995 | Shane Kelly (AUS)      | Florian Rousseau (FRA)                   | Erin Hartwell (USA)        |
| 1996 | Shane Kelly (AUS)      | Sören Lausberg (GER)                     | Jan van Eijden (GER)       |
| 1997 | Shane Kelly (AUS)      | Sören Lausberg (GER)                     | Stefan Nimke (GER)         |
| 1998 | Arnaud Tournant (FRA)  | Shane Kelly (AUS)                        | Erin Hartwell (USA)        |
| 1999 | Arnaud Tournant (FRA)  | Shane Kelly (AUS)                        | Stefan Nimke (GER)         |
| 2000 | Arnaud Tournant (FRA)  | Sören Lausberg (GER)                     | Jason Queally (GBR)        |
| 2001 | Arnaud Tournant (FRA)  | Sören Lausberg (GER)                     | Grzegorz Krejner (POL)     |
| 2002 | Chris Hoy (GBR)        | Arnaud Tournant (FRA)                    | Shane Kelly (AUS)          |
| 2003 | Stefan Nimke (GER)     | Shane Kelly (AUS)                        | Arnaud Tournant (FRA)      |
| 2004 | Chris Hoy (GBR)        | Arnaud Tournant (FRA)                    | Theo Bos (NED)             |
| 2005 | Theo Bos (NED)         | Jason Queally (GBR)                      | Chris Hoy (GBR)            |
| 2006 | Chris Hoy (GBR)        | Ben Kersten (AUS)                        | François Pervis (FRA)      |
| 2007 | Chris Hoy (GBR)        | François Pervis (FRA)                    | Jamie Staff (GBR)          |
| 2008 | Teun Mulder (NED)      | Michaël D'Almeida (FRA)                  | François Pervis (FRA)      |
| 2009 | Stefan Nimke (GER)     | Taylor Phinney (USA)                     | Mohd Rizal Tisin (MAS)     |
| 2010 | Teun Mulder (NED)      | Michaël D'Almeida (FRA)                  | François Pervis (FRA)      |
| 2011 | Stefan Nimke (GER)     | Teun Mulder (NED)                        | François Pervis (FRA)      |
| 2012 | Stefan Nimke (GER)     | Michaël D'Almeida (FRA)                  | Simon van Velthooven (NZL) |
| 2013 | François Pervis (FRA)  | Simon van Velthooven (NZL)               | Joachim Eilers (GER)       |
| 2014 | François Pervis (FRA)  | Joachim Eilers (GER)                     | Simon van Velthooven (NZL) |
| 2015 | François Pervis (FRA)  | Joachim Eilers (GER)                     | Matt Archibald (NZL)       |
| 2016 | Joachim Eilers (GER)   | Theo Bos (NED)                           | Quentin Lafargue (FRA)     |
| 2017 | François Pervis (FRA)  | Tomáš Bábek (CZE) Quentin Lafargue (FRA) | Nebyla udělena             |
| 2018 | Jeffrey Hoogland (NED) | Matthew Glaetzer (AUS)                   | Theo Bos (NED)             |
| 2019 | Quentin Lafargue (FRA) | Theo Bos (NED)                           | Michaël D'Almeida (FRA)    |
| 2020 | Sam Ligtlee (NED)      | Quentin Lafargue (FRA)                   | Michaël D'Almeida (FRA)    |
| 2021 | Jeffrey Hoogland (NED) | Nicholas Paul (TTO)                      | Joachim Eilers (GER)       |
| 2022 | Jeffrey Hoogland (NED) | Melvin Landerneau (FRA)                  | Alejandro Martínez (ESP)   |
| 2023 | Jeffrey Hoogland (NED) | Matthew Glaetzer (AUS)                   | Thomas Cornish (AUS)       |
| 2024 | Harrie Lavreysen (NED) | Jeffrey Hoogland (NED)                   | Joseph Truman (GBR)        |

## Stíhací závod – jednotlivci
| Rok  | Zlato                     | Stříbro                  | Bronz                        |
| ---- | ------------------------- | ------------------------ | ---------------------------- |
| 1946 | Gerard Peters (NED)       | Roger Piel (FRA)         | Arne W. Pedersen (DEN)       |
| 1947 | Fausto Coppi (ITA)        | Antonio Bevilacqua (ITA) | Hugo Koblet (SUI)            |
| 1948 | Gerrit Schulte (NED)      | Fausto Coppi (ITA)       | Antonio Bevilacqua (ITA)     |
| 1949 | Fausto Coppi (ITA)        | Lucien Gillen (LUX)      | Wim van Est (NED)            |
| 1950 | Antonio Bevilacqua (ITA)  | Wim van Est (NED)        | Paul Matteoli (FRA)          |
| 1951 | Antonio Bevilacqua (ITA)  | Hugo Koblet (SUI)        | Kay Werner Nielsen (DEN)     |
| 1952 | Sid Patterson (AUS)       | Antonio Bevilacqua (ITA) | Lucien Gillen (LUX)          |
| 1953 | Sid Patterson (AUS)       | Kay Werner Nielsen (DEN) | Antonio Bevilacqua (ITA)     |
| 1954 | Guido Messina (ITA)       | Hugo Koblet (SUI)        | Lucien Gillen (LUX)          |
| 1955 | Guido Messina (ITA)       | René Strehler (SUI)      | Wim van Est (NED)            |
| 1956 | Guido Messina (ITA)       | Jacques Anquetil (FRA)   | Kay Werner Nielsen (DEN)     |
| 1957 | Roger Rivière (FRA)       | Albert Bouvet (FRA)      | Guido Messina (ITA)          |
| 1958 | Roger Rivière (FRA)       | Leandro Faggin (ITA)     | Franco Gandini (ITA)         |
| 1959 | Roger Rivière (FRA)       | Albert Bouvet (FRA)      | Jean Brankart (BEL)          |
| 1960 | Rudi Altig (FRG)          | Willy Trepp (SUI)        | Ercole Baldini (ITA)         |
| 1961 | Rudi Altig (FRG)          | Willy Trepp (SUI)        | Leandro Faggin (ITA)         |
| 1962 | Henk Nijdam (NED)         | Leandro Faggin (ITA)     | Peter Post (NED)             |
| 1963 | Leandro Faggin (ITA)      | Peter Post (NED)         | Henk Nijdam (NED)            |
| 1964 | Ferdinand Bracke (BEL)    | Leandro Faggin (ITA)     | Ercole Baldini (ITA)         |
| 1965 | Leandro Faggin (ITA)      | Ferdinand Bracke (BEL)   | Dieter Kemper (FRG)          |
| 1966 | Leandro Faggin (ITA)      | Ferdinand Bracke (BEL)   | Dieter Kemper (FRG)          |
| 1967 | Tiemen Groen (NED)        | Hugh Porter (GBR)        | Leandro Faggin (ITA)         |
| 1968 | Hugh Porter (GBR)         | Ole Ritter (DEN)         | Leandro Faggin (ITA)         |
| 1969 | Ferdinand Bracke (BEL)    | Hugh Porter (GBR)        | Peter Post (NED)             |
| 1970 | Hugh Porter (GBR)         | Lorenzo Bosisio (ITA)    | Charly Grosskost (FRA)       |
| 1971 | Dirk Baert (BEL)          | Charly Grosskost (FRA)   | Hugh Porter (GBR)            |
| 1972 | Hugh Porter (GBR)         | Ferdinand Bracke (BEL)   | Dirk Baert (BEL)             |
| 1973 | Hugh Porter (GBR)         | René Pijnen (NED)        | Ferdinand Bracke (BEL)       |
| 1974 | Roy Schuiten (NED)        | Ferdinand Bracke (BEL)   | René Pijnen (NED)            |
| 1975 | Roy Schuiten (NED)        | Knut Knudsen (NOR)       | Dirk Baert (BEL)             |
| 1976 | Francesco Moser (ITA)     | Roy Schuiten (NED)       | Knut Knudsen (NOR)           |
| 1977 | Gregor Braun (FRG)        | Knut Knudsen (NOR)       | Steve Heffernan (GBR)        |
| 1978 | Gregor Braun (FRG)        | Roy Schuiten (NED)       | Jean-Luc Vandenbroucke (BEL) |
| 1979 | Bert Oosterbosch (NED)    | Francesco Moser (ITA)    | Herman Ponsteen (NED)        |
| 1980 | Tony Doyle (GBR)          | Herman Ponsteen (NED)    | Hans-Henrik Ørsted (DEN)     |
| 1981 | Alain Bondue (FRA)        | Hans-Henrik Ørsted (DEN) | Bert Oosterbosch (NED)       |
| 1982 | Alain Bondue (FRA)        | Hans-Henrik Ørsted (DEN) | Maurizio Bidinost (ITA)      |
| 1983 | Steele Bishop (AUS)       | Robert Dill-Bundi (SUI)  | Hans-Henrik Ørsted (DEN)     |
| 1984 | Hans-Henrik Ørsted (DEN)  | Tony Doyle (GBR)         | Jean-Luc Vandenbroucke (BEL) |
| 1985 | Hans-Henrik Ørsted (DEN)  | Tony Doyle (GBR)         | Gregor Braun (FRG)           |
| 1986 | Tony Doyle (GBR)          | Hans-Henrik Ørsted (DEN) | Jesper Worre (DEN)           |
| 1987 | Hans-Henrik Ørsted (DEN)  | Jesper Worre (DEN)       | Tony Doyle (GBR)             |
| 1988 | Lech Piasecki (POL)       | Tony Doyle (GBR)         | Jesper Worre ( DEN)          |
| 1989 | Colin Sturgess (GBR)      | Dean Woods (AUS)         | Régis Clere (FRA)            |
| 1990 | Vjačeslav Jekimov (RUS)   | Francis Moreau (FRA)     | Armand de Las Cuevas (FRA)   |
| 1991 | Francis Moreau (FRA)      | Shaun Wallace (GBR)      | Colin Sturgess (GBR)         |
| 1992 | Mike McCarthy (USA)       | Shaun Wallace (GBR)      | Arturas Kasputis (LTU)       |
| 1993 | Graeme Obree (GBR)        | Philippe Ermenault (FRA) | Chris Boardman (GBR)         |
| 1994 | Chris Boardman (GBR)      | Francis Moreau (FRA)     | Jens Lehmann (GER)           |
| 1995 | Graeme Obree (GBR)        | Andrea Collinelli (ITA)  | Stuart O'Grady (AUS)         |
| 1996 | Chris Boardman (GBR)      | Andrea Collinelli (ITA)  | Francis Moreau (FRA)         |
| 1997 | Philippe Ermenault (FRA)  | Alexej Markov (RUS)      | Andrea Collinelli (ITA)      |
| 1998 | Philippe Ermenault (FRA)  | Francis Moreau (FRA)     | Robert Bartko (GER)          |
| 1999 | Robert Bartko (GER)       | Jens Lehmann (GER)       | Mauro Trentini (ITA)         |
| 2000 | Jens Lehmann (GER)        | Stefan Steinweg (GER)    | Rob Hayles (GBR)             |
| 2001 | Oleksandr Symonenko (UKR) | Jens Lehmann (GER)       | Stefan Steinweg (GER)        |
| 2002 | Brad McGee (AUS)          | Luke Roberts (AUS)       | Jens Lehmann (GER)           |
| 2003 | Bradley Wiggins (GBR)     | Luke Roberts (AUS)       | Sergi Escobar (ESP)          |
| 2004 | Sergi Escobar (ESP)       | Luke Roberts (AUS)       | Robert Bartko (GER)          |
| 2005 | Robert Bartko (GER)       | Sergi Escobar (ESP)      | Levi Heimans (NED)           |
| 2006 | Robert Bartko (GER)       | Jens Mouris (NED)        | Paul Manning (GBR)           |
| 2007 | Bradley Wiggins (GBR)     | Robert Bartko (GER)      | Sergi Escobar (ESP)          |
| 2008 | Bradley Wiggins (GBR)     | Jenning Huizenga (NED)   | Alexej Markov (RUS)          |
| 2009 | Taylor Phinney (USA)      | Jack Bobridge (AUS)      | Dominique Cornu (BEL)        |
| 2010 | Taylor Phinney (USA)      | Jesse Sergent (NZL)      | Jack Bobridge (AUS)          |
| 2011 | Jack Bobridge (AUS)       | Jesse Sergent (NZL)      | Michael Hepburn (AUS)        |
| 2012 | Michael Hepburn (AUS)     | Jack Bobridge (AUS)      | Westley Gough (NZL)          |
| 2013 | Michael Hepburn (AUS)     | Martyn Irvine (IRL)      | Stefan Küng (SUI)            |
| 2014 | Alex Edmondson (AUS)      | Stefan Küng (SUI)        | Marc Ryan (NZL)              |
| 2015 | Stefan Küng (SUI)         | Jack Bobridge (AUS)      | Julien Morice (FRA)          |
| 2016 | Filippo Ganna (ITA)       | Domenic Weinstein (GER)  | Andy Tennant (GBR)           |
| 2017 | Jordan Kerby (AUS)        | Filippo Ganna (ITA)      | Kelland O'Brien (AUS)        |
| 2018 | Filippo Ganna (ITA)       | Ivo Oliveira (POR)       | Alexandr Jevtušenko (RUS)    |
| 2019 | Filippo Ganna (ITA)       | Domenic Weinstein (GER)  | Davide Plebani (ITA)         |
| 2020 | Filippo Ganna (ITA)       | Ashton Lambie (USA)      | Corentin Ermenault (FRA)     |
| 2021 | Ashton Lambie (USA)       | Jonathan Milan (ITA)     | Filippo Ganna (ITA)          |
| 2022 | Filippo Ganna (ITA)       | Jonathan Milan (ITA)     | Ivo Oliveira (POR)           |
| 2023 | Filippo Ganna (ITA)       | Daniel Bigham (GBR)      | Jonathan Milan (ITA)         |
| 2024 | Jonathan Milan (ITA)      | Josh Charlton (GBR)      | Daniel Bigham (GBR)          |

## Stíhací závod – družstva
| Rok  | Zlato                                                                                             | Stříbro                                                                                            | Bronz                                                                                       |
| ---- | ------------------------------------------------------------------------------------------------- | -------------------------------------------------------------------------------------------------- | ------------------------------------------------------------------------------------------- |
| 1993 | Stuart O'Grady Brett Aitken Billy Shearsby Tim O'Shannessy Austrálie                              | Andreas Bach Guido Fulst Jens Lehmann Torsten Schmidt Německo                                      | Jimmi Madsen Jan Bo Petersen Lars Otto Olsen Klaus Kynde Nielsen Dánsko                     |
| 1994 | Guido Fulst Andreas Bach Jens Lehmann Danilo Hondo Německo                                        | Adam Laurent Dirk Copeland Mariano Friedick Carl Sundqvist USA                                     | Tim O'Shannessy Rodney McGee Stuart O'Grady Brett Aitken Austrálie                          |
| 1995 | Stuart O'Grady Bradley McGee Rodney McGee Tim O'Shannessy Austrálie                               | Dmitrij Tolstenkov Bohdan Bondarev Serhij Matvejev Oleksandr Symonenko Ukrajina                    | Mariano Friedick Dirk Copeland Conrad Zach Matt Hamon USA                                   |
| 1996 | Adler Capelli Cristiano Citton Andrea Collinelli Mauro Trentini Itálie                            | Francis Moreau Jean-Michel Monin Philippe Ermenault Cyril Bos Francie                              | Guido Fulst Danilo Hondo Thorsten Rund Heiko Szonn Německo                                  |
| 1997 | Adler Capelli Cristiano Citton Mario Benetton Andrea Collinelli Itálie                            | Oleksandr Symonenko Oleksandr Fedenko Oleksandr Klymenko Serhij Matvejev Ukrajina                  | Franck Perque Jérôme Neuville Philippe Ermenault Carlos Da Cruz Francie                     |
| 1998 | Oleksandr Symonenko Serhij Matvejev Oleksandr Fedenko Oleksandr Klymenko Ukrajina                 | Christian Lademann Daniel Becke Robert Bartko Guido Fulst Německo                                  | Andrea Collinelli Adler Capelli Cristiano Citton Mario Benetton Itálie                      |
| 1999 | Guido Fulst Robert Bartko Jens Lehmann Daniel Becke Německo                                       | Cyril Bos Francis Moreau Jérôme Neuville Philippe Ermenault Francie                                | Edouard Gritsoun Alexej Markov Vladislav Borisov Děnis Smyslov Rusko                        |
| 2000 | Guido Fulst Sebastian Siedler Daniel Becke Jens Lehmann Německo                                   | Bradley Wiggins Jonathan Clay Chris Newton Paul Manning Spojené království                         | Damien Pommereau Jérôme Neuville Philippe Gaumont Cyril Bos Francie                         |
| 2001 | Oleksandr Symonenko Serhij Čerňavskij Ljubomyr Polatajko Oleksandr Fedenko Ukrajina               | Bradley Wiggins Chris Newton Bryan Steel Paul Manning Spojené království                           | Sebastian Siedler Christian Bach Jens Lehmann Guido Fulst Německo                           |
| 2002 | Peter Dawson Brett Lancaster Stephen Wooldridge Luke Roberts Austrálie                            | Jens Lehmann Christian Bach Sebastian Siedler Guido Fulst Německo                                  | Paul Manning Bradley Wiggins Chris Newton Bryan Steel Spojené království                    |
| 2003 | Graeme Brown Peter Dawson Brett Lancaster Luke Roberts Austrálie                                  | Bradley Wiggins Bryan Steel Paul Manning Rob Hayles Spojené království                             | Franck Perque Fabien Sanchez Jérôme Neuville Fabien Merciris Francie                        |
| 2004 | Ashley Hutchinson Luke Roberts Peter Dawson Stephen Wooldridge Austrálie                          | Chris Newton Paul Manning Rob Hayles Bryan Steel Spojené království                                | Asier Maeztu Carlos Torrent Sergio Escobar Carlos Castaño Španělsko                         |
| 2005 | Chris Newton Steve Cummings Rob Hayles Paul Manning Spojené království                            | Niki Terpstra Peter Schep Jens Mouris Levi Heimans Nizozemsko                                      | Mark Jamieson Matthew Goss Ashley Hutchinson Stephen Wooldridge Austrálie                   |
| 2006 | Peter Dawson Matthew Goss Mark Jamieson Stephen Wooldridge Austrálie                              | Geraint Thomas Paul Manning Rob Hayles Steve Cummings Spojené království                           | Volodymyr Djudja Roman Kononenko Maksym Poliščuk Ljubomyr Polatajko Ukrajina                |
| 2007 | Ed Clancy Geraint Thomas Paul Manning Bradley Wiggins Spojené království                          | Vitalij Šedov Vitalij Popkov Maksym Poliščuk Lyubomyr Polatajko Ukrajina                           | Casper Jørgensen Jens-Erik Madsen Michael Mørkøv Alex Rasmussen Dánsko                      |
| 2008 | Ed Clancy Geraint Thomas Paul Manning Bradley Wiggins Spojené království                          | Michael Færk Christensen Casper Jørgensen Jens-Erik Madsen Alex Rasmussen Dánsko                   | Mark Jamieson Graeme Brown Bradley McGee Luke Roberts Austrálie                             |
| 2009 | Casper Jørgensen Jens-Erik Madsen Michael Færk Christensen Alex Rasmussen Michael Mørkøv Dánsko   | Jack Bobridge Rohan Dennis Leigh Howard Cameron Meyer Austrálie                                    | Westley Gough Peter Latham Marc Ryan Jesse Sergent Nový Zéland                              |
| 2010 | Jack Bobridge Rohan Dennis Michael Hepburn Cameron Meyer Austrálie                                | Steven Burke Ed Clancy Ben Swift Andy Tennant Spojené království                                   | Sam Bewley Westley Gough Peter Latham Jesse Sergent Nový Zéland                             |
| 2011 | Jack Bobridge Rohan Dennis Michael Hepburn Luke Durbridge Austrálie                               | Alexej Markov Jevgenij Kovaljov Ivan Kovaljov Alexandr Serov Rusko                                 | Steven Burke Peter Kennaugh Andy Tennant Sam Harrison Spojené království                    |
| 2012 | Ed Clancy Peter Kennaugh Steven Burke Geraint Thomas Andrew Tennant Spojené království            | Glenn O'Shea Jack Bobridge Rohan Dennis Michael Hepburn Austrálie                                  | Aaron Gate Sam Bewley Westley Gough Marc Ryan Nový Zéland                                   |
| 2013 | Glenn O'Shea Alex Edmondson Michael Hepburn Alexander Morgan Austrálie                            | Steven Burke Ed Clancy Samuel Harrison Andrew Tennant Spojené království                           | Lasse Norman Hansen Casper Folsach Mathias Moller Rasmus Christian Quaade Dánsko            |
| 2014 | Glenn O'Shea Alexander Edmondson Mitchell Mulhern Luke Davison Miles Scotson Austrálie            | Casper von Folsach Lasse Norman Hansen Rasmus Quaade Alex Rasmussen Dánsko                         | Aaron Gate Pieter Bulling Dylan Kennett Marc Ryan Nový Zéland                               |
| 2015 | Pieter Bulling Dylan Kennett Alex Frame Marc Ryan Regan Gough Nový Zéland                         | Ed Clancy Steven Burke Owain Doull Andrew Tennant Spojené království                               | Jack Bobridge Alexander Edmondson Mitchell Mulhern Miles Scotson Austrálie                  |
| 2016 | Sam Welsford Michael Hepburn Callum Scotson Miles Scotson Alexander Porter Luke Davison Austrálie | Steven Burke Jonathan Dibben Ed Clancy Owain Doull Bradley Wiggins Andy Tennant Spojené království | Lasse Norman Hansen Niklas Larsen Frederik Madsen Casper von Folsach Rasmus Quaade Dánsko   |
| 2017 | Sam Welsford Cameron Meyer Alexander Porter Nick Yallouris Kelland O'Brien Rohan Wight Austrálie  | Regan Gough Pieter Bulling Dylan Kennett Nicholas Kergozou Nový Zéland                             | Simone Consonni Liam Bertazzo Filippo Ganna Francesco Lamon Michele Scartezzini Itálie      |
| 2018 | Ed Clancy Kian Emadi Ethan Hayter Charlie Tanfield Spojené království                             | Niklas Larsen Julius Johansen Frederik Madsen Casper von Folsach Dánsko                            | Simone Consonni Liam Bertazzo Filippo Ganna Francesco Lamon Itálie                          |
| 2019 | Sam Welsford Kelland O'Brien Leigh Howard Alexander Porter Cameron Scott Austrálie                | Ethan Hayter Ed Clancy Kian Emadi Charlie Tanfield Oliver Wood Spojené království                  | Niklas Larsen Lasse Norman Hansen Rasmus Pedersen Casper von Folsach Julius Johansen Dánsko |
| 2020 | Lasse Norman Hansen Julius Johansen Frederik Rodenberg Rasmus Pedersen Dánsko                     | Campbell Stewart Corbin Strong Aaron Gate Jordan Kerby Regan Gough Nový Zéland                     | Simone Consonni Filippo Ganna Francesco Lamon Jonathan Milan Michele Scartezzini Itálie     |
| 2021 | Liam Bertazzo Simone Consonni Filippo Ganna Jonathan Milan Francesco Lamon Itálie                 | Thomas Boudat Thomas Denis Valentin Tabellion Benjamin Thomas Francie                              | Ethan Hayter Ethan Vernon Charlie Tanfield Oliver Wood Kian Emadi Spojené království        |
| 2022 | Ethan Hayter Oliver Wood Ethan Vernon Daniel Bigham Spojené království                            | Filippo Ganna Simone Consonni Jonathan Milan Manlio Moro Francesco Lamon Itálie                    | Tobias Hansen Carl-Frederik Bévort Lasse Norman Hansen Rasmus Pedersen Dánsko               |
| 2023 | Niklas Larsen Carl-Frederik Bévort Lasse Norman Leth Rasmus Pedersen Frederik Rodenberg Dánsko    | Filippo Ganna Francesco Lamon Jonathan Milan Manlio Moro Simone Consonni Itálie                    | Aaron Gate Campbell Stewart Thomas Sexton Nick Kergozou Nový Zéland                         |
| 2024 | Tobias Hansen Carl-Frederik Bévort Niklas Larsen Frederik Madsen Rasmus Pedersen Dánsko           | Ethan Hayter Josh Charlton Charlie Tanfield Oliver Wood Rhys Britton Spojené království            | Tim Torn Teutenberg Benjamin Boos Ben Jochum Bruno Keßler Benjamin Boos Německo             |

## Sprint družstva
| Rok  | Zlato                                                                         | Stříbro                                                                           | Bronz                                                                       |
| ---- | ----------------------------------------------------------------------------- | --------------------------------------------------------------------------------- | --------------------------------------------------------------------------- |
| 1995 | Jens Fiedler Michael Hübner Jan van Eijden Německo                            | Florian Rousseau Hervé Robert Thuet Benoit Vétu Francie                           | William Clay Erin Hartwell Marty Wayne Nothstein USA                        |
| 1996 | Darryn Hill Shane Kelly Gary Neiwand Austrálie                                | Jens Fiedler Michael Hübner Sören Lausberg Německo                                | Florian Rousseau Laurent Gané Hervé Robert Thuet Francie                    |
| 1997 | Vincent Le Quellec Florian Rousseau Arnaud Tournant Francie                   | Jan van Eijden Sören Lausberg Eyk Pokorny Německo                                 | Danny Day Sean Eadie Shane Kelly Austrálie                                  |
| 1998 | Vincent Le Quellec Florian Rousseau Arnaud Tournant Francie                   | Danny Day Shane Kelly Graham Sharman Austrálie                                    | Sören Lausberg Stefan Nimke Eyk Pokorny Německo                             |
| 1999 | Laurent Gané Florian Rousseau Arnaud Tournant Francie                         | Chris Hoy Craig MacLean Jason Queally Spojené království                          | Sören Lausberg Stefan Nimke Eyk Pokorny Německo                             |
| 2000 | Laurent Gané Florian Rousseau Arnaud Tournant Francie                         | Chris Hoy Craig MacLean Jason Queally Spojené království                          | José Antonio Escuredo Salvador Melia José Antonio Villanueva Španělsko      |
| 2001 | Laurent Gané Florian Rousseau Arnaud Tournant Francie                         | Ryan Bayley Jobie Dajka Sean Eadie Austrálie                                      | Chris Hoy Craig MacLean Jason Queally Spojené království                    |
| 2002 | Chris Hoy Craig MacLean Jamie Staff Spojené království                        | Ryan Bayley Jobie Dajka Sean Eadie Austrálie                                      | Sören Lausberg Carsten Bergemann Jens Fiedler Německo                       |
| 2003 | Jens Fiedler Carsten Bergemann René Wolff Německo                             | Mickaël Bourgain Laurent Gané Arnaud Tournant Francie                             | Chris Hoy Craig MacLean Jamie Staff Spojené království                      |
| 2004 | Laurent Gané Mickaël Bourgain Arnaud Tournant Francie                         | José Antonio Escuredo Salvador Melia José Antonio Villanueva Španělsko            | Chris Hoy Craig MacLean Jamie Staff Spojené království                      |
| 2005 | Chris Hoy Jamie Staff Jason Queally Spojené království                        | Theo Bos Teun Mulder Tim Veldt Nizozemsko                                         | Stefan Nimke Matthias John René Wolff Německo                               |
| 2006 | Grégory Baugé Mickaël Bourgain Arnaud Tournant Francie                        | Chris Hoy Jamie Staff Jason Queally Spojené království                            | Ryan Bayley Shane Kelly Shane Perkins Austrálie                             |
| 2007 | Grégory Baugé Mickaël Bourgain Arnaud Tournant Francie                        | Chris Hoy Craig MacLean Ross Edgar Spojené království                             | Robert Förstemann Maximilian Levy Stefan Nimke Německo                      |
| 2008 | Grégory Baugé Kévin Sireau Arnaud Tournant Francie                            | Chris Hoy Jamie Staff Ross Edgar Spojené království                               | Theo Bos Teun Mulder Tim Veldt Nizozemsko                                   |
| 2009 | Grégory Baugé Mickaël Bourgain Kévin Sireau Francie                           | Matthew Crampton Jamie Staff Jason Kenny Spojené království                       | René Enders Robert Förstemann Stefan Nimke Německo                          |
| 2010 | Robert Förstemann Maximilian Levy Stefan Nimke Německo                        | Grégory Baugé Michaël D'Almeida Kévin Sireau Francie                              | Ross Edgar Chris Hoy Jason Kenny Spojené království                         |
| 2011 | René Enders Maximilian Levy Stefan Nimke Německo                              | Chris Hoy Matthew Crampton Jason Kenny Spojené království                         | Dan Ellis Matthew Glaetzer Jason Niblett Austrálie                          |
| 2012 | Shane Perkins Scott Sunderland Matthew Glaetzer Austrálie                     | Grégory Bauge Kévin Sireau Michaël D'Almeida Francie                              | Ethan Mitchell Sam Webster Edward Dawkins Nový Zéland                       |
| 2013 | René Enders Stefan Botticher Maximilian Levy Německo                          | Ethan Mitchell Sam Webster Edward Dawkins Nový Zéland                             | François Pervis Julien Palma Michaël D'Almeida Francie                      |
| 2014 | Ethan Mitchell Sam Webster Edward Dawkins Nový Zéland                         | René Enders Robert Förstemann Maximilian Levy Německo                             | Grégory Baugé Kévin Sireau Michaël D'Almeida Francie                        |
| 2015 | Grégory Baugé Michaël D'Almeida Kévin Sireau Francie                          | Eddie Dawkins Ethan Mitchell Sam Webster Nový Zéland                              | René Enders Joachim Eilers Robert Förstemann Německo                        |
| 2016 | Ethan Mitchell Sam Webster Eddie Dawkins Nový Zéland                          | Nils van 't Hoenderdaal Jeffrey Hoogland Matthijs Büchli Hugo Haak Nizozemsko     | René Enders Max Niederlag Joachim Eilers Německo                            |
| 2017 | Ethan Mitchell Sam Webster Eddie Dawkins Nový Zéland                          | Jeffrey Hoogland Harrie Lavreysen Matthijs Büchli Nizozemsko                      | Sebastien Vigier Benjamin Edelin Quentin Lafargue Francie                   |
| 2018 | Nils van 't Hoenderdaal Harrie Lavreysen Matthijs Büchli Nizozemsko           | Jack Carlin Philip Hindes Jason Kenny Ryan Owens Joseph Truman Spojené království | François Pervis Sébastien Vigier Michaël D'Almeida Quentin Lafargue Francie |
| 2019 | Roy van den Berg Harrie Lavreysen Matthijs Büchli Jeffrey Hoogland Nizozemsko | Grégory Baugé Sébastien Vigier Michaël D'Almeida Quentin Lafargue Francie         | Děnis Dmitrijev Alexander Sharapov Pavel Jakuševskij Rusko                  |
| 2020 | Roy van den Berg Harrie Lavreysen Jeffrey Hoogland Matthijs Büchli Nizozemsko | Ryan Owens Jack Carlin Jason Kenny Spojené království                             | Thomas Cornish Nathan Hart Matthew Richardson Austrálie                     |
| 2021 | Roy van den Berg Harrie Lavreysen Jeffrey Hoogland Nizozemsko                 | Florian Grengbo Sébastien Vigier Rayan Helal Francie                              | Nik Schröter Stefan Bötticher Joachim Eilers Marc Jurczyk Německo           |
| 2022 | Matthew Glaetzer Leigh Hoffman Matthew Richardson Thomas Cornish Austrálie    | Roy van den Berg Harrie Lavreysen Jeffrey Hoogland Nizozemsko                     | Alistair Fielding Hamish Turnbull Jack Carlin Spojené království            |
| 2023 | Roy van den Berg Harrie Lavreysen Jeffrey Hoogland Nizozemsko                 | Leigh Hoffman Matthew Richardson Matthew Glaetzer Thomas Cornish Austrálie        | Florian Grengbo Sébastien Vigier Rayan Helal Francie                        |
| 2024 | Roy van den Berg Harrie Lavreysen Jeffrey Hoogland Nizozemsko                 | Ryan Elliott Leigh Hoffman Thomas Cornish Austrálie                               | Yoshitaku Nagasako Kaiya Ota Yuta Obara Japonsko                            |

## Keirin
| Rok  | Zlato                   | Stříbro                       | Bronz                                         |
| ---- | ----------------------- | ----------------------------- | --------------------------------------------- |
| 1980 | Danny Clark (AUS)       | Daniel Morelon (FRA)          | Niels Fredborg (DEN)                          |
| 1981 | Danny Clark (AUS)       | Guido Bontempi (ITA)          | Chiyoshi Kubo (JPN)                           |
| 1982 | Gordon Singleton (CAN)  | Danny Clark (AUS)             | Toru Kitamura (JPN)                           |
| 1983 | Urs Freuler (SUI)       | Danny Clark (AUS)             | Gibby Hatton (USA)                            |
| 1984 | Robert Dill-Bundi (SUI) | Ottavio Dazzan (ITA)          | Urs Freuler (SUI)                             |
| 1985 | Urs Freuler (SUI)       | Ottavio Dazzan (ITA)          | Masamitsu Takizawa (JPN) Dieter Giebken (FRG) |
| 1986 | Michel Vaarten (BEL)    | Dieter Giebken (FRG)          | Urs Freuler (SUI)                             |
| 1987 | Harumi Honda (JPN)      | Claudio Golinelli (ITA)       | Shigenori Inoue (JPN)                         |
| 1988 | Claudio Golinelli (ITA) | Ottavio Dazzan (ITA)          | Michel Vaarten (BEL)                          |
| 1989 | Claudio Golinelli (ITA) | Patrick Da Rocha (FRA)        | Sako Masatoshi (JPN)                          |
| 1990 | Michael Hübner (GDR)    | Michel Vaarten (BEL)          | Claudio Golinelli (ITA)                       |
| 1991 | Michael Hübner (GER)    | Claudio Golinelli (ITA)       | Fabrice Colas (FRA)                           |
| 1992 | Michael Hübner (GER)    | Stephen Pate (AUS)            | Frédéric Magné (FRA)                          |
| 1993 | Gary Neiwand (AUS)      | Marty Nothstein (USA)         | Toshimasa Yoshioka (JPN)                      |
| 1994 | Marty Nothstein (USA)   | Michael Hübner (GER)          | Federico Paris (ITA)                          |
| 1995 | Frédéric Magné (FRA)    | Michael Hübner (GER)          | Federico Paris (ITA)                          |
| 1996 | Marty Nothstein (USA)   | Gary Neiwand (AUS)            | Frédéric Magné (FRA)                          |
| 1997 | Frédéric Magné (FRA)    | Jean-Pierre Van Zyl (RSA)     | Marty Nothstein (USA)                         |
| 1998 | Jens Fiedler (GER)      | Ainārs Ķiksis (LAT)           | Laurent Gané (FRA)                            |
| 1999 | Jens Fiedler (GER)      | Anthony Peden (NZL)           | Frédéric Magné (FRA)                          |
| 2000 | Frédéric Magné (FRA)    | Jens Fiedler (GER)            | Pavel Buran (CZE)                             |
| 2001 | Ryan Bayley (AUS)       | Laurent Gané (FRA)            | Jens Fiedler (GER)                            |
| 2002 | Jobie Dajka (AUS)       | José Antonio Villanueva (ESP) | René Wolff (GER)                              |
| 2003 | Laurent Gané (FRA)      | Jobie Dajka (AUS)             | Barry Forde (BAR)                             |
| 2004 | Jamie Staff (GBR)       | José Antonio Escuredo (ESP)   | Ivan Vrba (CZE)                               |
| 2005 | Teun Mulder (NED)       | Barry Forde (BAR)             | Shane John Kelly (AUS)                        |
| 2006 | Theo Bos (NED)          | José Antonio Escuredo (ESP)   | Arnaud Tournant (FRA)                         |
| 2007 | Chris Hoy (GBR)         | Theo Bos (NED)                | Ross Edgar (GBR)                              |
| 2008 | Chris Hoy (GBR)         | Teun Mulder (NED)             | Christos Volikakis (GRE)                      |
| 2009 | Maximilian Levy (GER)   | François Pervis (FRA)         | Teun Mulder (NED)                             |
| 2010 | Chris Hoy (GBR)         | Azizulhasni Awang (MAS)       | Maximilian Levy (GER)                         |
| 2011 | Shane Perkins (AUS)     | Chris Hoy (GBR)               | Teun Mulder (NED)                             |
| 2012 | Chris Hoy (GBR)         | Maximilian Levy (GER)         | Jason Kenny (GBR)                             |
| 2013 | Jason Kenny (GBR)       | Maximilian Levy (GER)         | Matthijs Büchli (NED)                         |
| 2014 | François Pervis (FRA)   | Fabián Puerta (COL)           | Matthijs Büchli (NED)                         |
| 2015 | François Pervis (FRA)   | Eddie Dawkins (NZL)           | Azizulhasni Awang (MAS)                       |
| 2016 | Joachim Eilers (GER)    | Eddie Dawkins (NZL)           | Azizulhasni Awang (MAS)                       |
| 2017 | Azizulhasni Awang (MAS) | Fabián Puerta (COL)           | Tomáš Bábek (CZE)                             |
| 2018 | Fabián Puerta (COL)     | Tomoyuki Kawabata (JPN)       | Maximilian Levy (GER)                         |
| 2019 | Matthijs Büchli (NED)   | Yudai Nitta (JPN)             | Stefan Bötticher (GER)                        |
| 2020 | Harrie Lavreysen (NED)  | Yuta Wakimoto (JPN)           | Azizulhasni Awang (MAS)                       |
| 2021 | Harrie Lavreysen (NED)  | Jeffrey Hoogland (NED)        | Michail Jakovlev (RUS)                        |
| 2022 | Harrie Lavreysen (NED)  | Jeffrey Hoogland (NED)        | Kevin Quintero (COL)                          |
| 2023 | Kevin Quintero (COL)    | Matthew Richardson (AUS)      | Šindži Nakano (JPN)                           |
| 2024 | Kento Yamasaki (JPN)    | Michail Jakovlev (ISR)        | Kevin Quintero (COL)                          |

## Scratch
| Rok  | Zlato                     | Stříbro                   | Bronz                     |
| ---- | ------------------------- | ------------------------- | ------------------------- |
| 2002 | Franco Marvulli (SUI)     | Tony Gibb (GBR)           | Stefan Steinweg (GER)     |
| 2003 | Franco Marvulli (SUI)     | Robert Sassone (FRA)      | Jean-Pierre Van Zyl (RSA) |
| 2004 | Greg Henderson (NZL)      | Robert Slippens (NED)     | Walter Pérez (ARG)        |
| 2005 | Alex Rasmussen (DEN)      | Greg Henderson (NZL)      | Matthew Gilmore (BEL)     |
| 2006 | Jérôme Neuville (FRA)     | Ángel Colla (ARG)         | Ioannis Tamouridis (GRE)  |
| 2007 | Wong Kam-po (HKG)         | Wim Stroetinga (NED)      | Rafał Ratajczyk (POL)     |
| 2008 | Aliaksandr Lisouski (BLR) | Wim Stroetinga (NED)      | Roger Kluge (GER)         |
| 2009 | Morgan Kneisky (FRA)      | Ángel Colla (ARG)         | Andreas Müller (AUT)      |
| 2010 | Alex Rasmussen (DEN)      | Juan Esteban Arango (COL) | Kazuhiro Mori (JPN)       |
| 2011 | Kwok Ho Ting (HKG)        | Elia Viviani (ITA)        | Morgan Kneisky (FRA)      |
| 2012 | Ben Swift (GBR)           | Nolan Hoffman (RSA)       | Wim Stroetinga (NED)      |
| 2013 | Martyn Irvine (IRL)       | Andreas Müller (AUT)      | Luke Davison (AUS)        |
| 2014 | Ivan Kovaljov (RUS)       | Martyn Irvine (IRL)       | Cheung King Lok (HKG)     |
| 2015 | Lucas Liss (GER)          | Albert Torres (ESP)       | Bobby Lea (USA)           |
| 2016 | Sebastián Mora (ESP)      | Ignacio Prado (MEX)       | Claudio Imhof (SUI)       |
| 2017 | Adrian Teklinski (POL)    | Lucas Liss (GER)          | Christopher Latham (GBR)  |
| 2018 | Yauheni Karaliok (BLR)    | Michele Scartezzini (ITA) | Callum Scotson (AUS)      |
| 2019 | Sam Welsford (AUS)        | Roy Eefting (NED)         | Thomas Sexton (NZL)       |
| 2020 | Yauheni Karaliok (BLR)    | Simone Consonni (ITA)     | Sebastián Mora (ESP)      |
| 2021 | Donavan Grondin (FRA)     | Tuur Dens (BEL)           | Rhys Britton (GBR)        |
| 2022 | Dylan Bibic (CAN)         | Kazušige Kuboki (JPN)     | Roy Eefting (NED)         |
| 2023 | William Tidball (GBR)     | Kazušige Kuboki (JPN)     | Tuur Dens (BEL)           |
| 2024 | Kazushige Kuboki (JPN)    | Tobias Hansen (DEN)       | Clément Petit (FRA)       |

## Bodovací závod
| Rok  | Zlato                      | Stříbro                     | Bronz                       |
| ---- | -------------------------- | --------------------------- | --------------------------- |
| 1980 | Stan Tourné (BEL)          | Giovanni Mantovani (ITA)    | Heinz Betz (FRG)            |
| 1981 | Urs Freuler (SUI)          | Danny Clark (AUS)           | Giuseppe Saronni (ITA)      |
| 1982 | Urs Freuler (SUI)          | Gary Sutton (AUS)           | Roman Hermann (LIE)         |
| 1983 | Urs Freuler (SUI)          | Guido Bontempi (ITA)        | Gary Sutton (AUS)           |
| 1984 | Urs Freuler (SUI)          | Gary Sutton (AUS)           | Henry Rinklin (FRG)         |
| 1985 | Urs Freuler (SUI)          | Hans Ledermann (SUI)        | Stefano Allocchio (ITA)     |
| 1986 | Urs Freuler (SUI)          | Michel Vaarten (BEL)        | Stefano Allocchio (ITA)     |
| 1987 | Urs Freuler (SUI)          | Tony Doyle (GBR)            | Roger Ilegems (BEL)         |
| 1988 | Daniel Wyder (SUI)         | Adriano Baffi (ITA)         | Michael Marcussen (DEN)     |
| 1989 | Urs Freuler (SUI)          | Gary Sutton (AUS)           | Martin Penc (TCH)           |
| 1990 | Laurent Biondi (FRA)       | Michael Marcussen (DEN)     | Danny Clark (AUS)           |
| 1991 | Vjačeslav Jekimov (URS)    | Francis Moreau (FRA)        | Peter Pieters (NED)         |
| 1992 | Bruno Risi (SUI)           | Jonas Romanovas (LTU)       | Juan Esteban Curuchet (ARG) |
| 1993 | Etienne De Wilde (BEL)     | Eric Magnin (FRA)           | Vasyl Jakovlev (UKR)        |
| 1994 | Bruno Risi (SUI)           | Jan Bo Petersen (DEN)       | Franz Stocher (AUT)         |
| 1995 | Silvio Martinello (ITA)    | Remigius Lupeikis (LTU)     | Sergej Lavreněnko (KAZ)     |
| 1996 | Joan Llaneras (ESP)        | Michael Sandstød (DEN)      | Silvio Martinello (ITA)     |
| 1997 | Silvio Martinello (ITA)    | Bruno Risi (SUI)            | Joan Llaneras (ESP)         |
| 1998 | Joan Llaneras (ESP)        | Andreas Kappes (GER)        | Silvio Martinello (ITA)     |
| 1999 | Bruno Risi (SUI)           | Vasyl Jakovlev (UKR)        | Ho-Sung Cho (KOR)           |
| 2000 | Joan Llaneras (ESP)        | Matthew Gilmore (BEL)       | Franz Stocher (AUT)         |
| 2001 | Bruno Risi (SUI)           | Juan Esteban Curuchet (ARG) | Franz Stocher (AUT)         |
| 2002 | Chris Newton (GBR)         | Franz Stocher (AUT)         | Juan Curuchet (ARG)         |
| 2003 | Franz Stocher (AUT)        | Joan Llaneras (ESP)         | Jos Pronk (NED)             |
| 2004 | Franck Perque (FRA)        | Milton Wynants (URU)        | Juan Curuchet (ARG)         |
| 2005 | Volodymyr Rybin (UKR)      | Ioannis Tamouridis (GRE)    | Joan Llaneras (ESP)         |
| 2006 | Peter Schep (NED)          | Rafal Ratajczyk (POL)       | Vasil Kiryjenka (BLR)       |
| 2007 | Joan Llaneras (ESP)        | Iljo Keisse (BEL)           | Michail Ignaťjev (RUS)      |
| 2008 | Vasil Kiryjenka (BLR)      | Christophe Riblon (FRA)     | Peter Schep (NED)           |
| 2009 | Cameron Meyer (AUS)        | Daniel Kreutzfeldt (DEN)    | Chris Newton (GBR)          |
| 2010 | Cameron Meyer (AUS)        | Peter Schep (NED)           | Milan Kadlec (CZE)          |
| 2011 | Edwin Ávila (COL)          | Cameron Meyer (AUS)         | Morgan Kneisky (FRA)        |
| 2012 | Cameron Meyer (AUS)        | Ben Swift (GBR)             | Kenny De Ketele (BEL)       |
| 2013 | Simon Yates (GBR)          | Eloy Teruel (ESP)           | Kirill Svěšnikov (RUS)      |
| 2014 | Edwin Ávila (COL)          | Thomas Scully (NZL)         | Eloy Teruel (ESP)           |
| 2015 | Artur Jeršov (RUS)         | Eloy Teruel (ESP)           | Maximilian Beyer (GER)      |
| 2016 | Jonathan Dibben (GBR)      | Andreas Graf (AUT)          | Kenny De Ketele (BEL)       |
| 2017 | Cameron Meyer (AUS)        | Kenny De Ketele (BEL)       | Wojciech Pszczolarski (POL) |
| 2018 | Cameron Meyer (AUS)        | Jan-Willem van Schip (NED)  | Mark Stewart (GBR)          |
| 2019 | Jan-Willem van Schip (NED) | Sebastián Mora (ESP)        | Mark Downey (IRL)           |
| 2020 | Corbin Strong (NZL)        | Sebastián Mora (ESP)        | Roy Eefting (NED)           |
| 2021 | Benjamin Thomas (FRA)      | Kenny De Ketele (BEL)       | Vincent Hoppezak (NED)      |
| 2022 | Yoeri Havik (NED)          | Roger Kluge (GER)           | Fabio Van den Bossche (BEL) |
| 2023 | Aaron Gate (NZL)           | Albert Torres (ESP)         | Fabio Van den Bossche (BEL) |
| 2024 | Sebastián Mora (ESP)       | Niklas Larsen (DEN)         | Philip Heijnen (NED)        |

## Madison
| Rok  | Zlato                                             | Stříbro                                                 | Bronz                                                   |
| ---- | ------------------------------------------------- | ------------------------------------------------------- | ------------------------------------------------------- |
| 1995 | Silvio Martinello Marco Villa Itálie              | Gabriel Ovidio Curuchet Juan Esteban Curuchet Argentina | Kurt Betschart Bruno Risi Švýcarsko                     |
| 1996 | Silvio Martinello Marco Villa Itálie              | Scott McGrory Stephen Pate Austrálie                    | Andreas Kappes Carsten Wolf Německo                     |
| 1997 | Joan Llaneras Miquel Alzamora Španělsko           | Silvio Martinello Marco Villa Itálie                    | Gabriel Ovidio Curuchet Juan Esteban Curuchet Argentina |
| 1998 | Etienne De Wilde Matthew Gilmore Belgie           | Silvio Martinello Andrea Collinelli Itálie              | Andreas Kappes Stefan Steinweg Německo                  |
| 1999 | Joan Llaneras Isaac Gálvez Španělsko              | Jimmi Madsen Jacob Piil Dánsko                          | Andreas Kappes Olaf Pollack Německo                     |
| 2000 | Stefan Steinweg Erik Weispfennig Německo          | Joan Llaneras Isaac Gálvez Španělsko                    | Edgardo Simon Juan Esteban Curuchet Argentina           |
| 2001 | Jérôme Neuville Robert Sassone Francie            | Joan Llaneras Isaac Gálvez Španělsko                    | Juan Esteban Curuchet Gabriel Ovidio Curuchet Argentina |
| 2002 | Jérôme Neuville Franck Perque Francie             | Roland Garber Franz Stocher Rakousko                    | Edgardo Simon Juan Esteban Curuchet Argentina           |
| 2003 | Bruno Risi Franco Marvulli Švýcarsko              | Gregory Henderson Hayden Roulston Nový Zéland           | Walter Pérez Juan Esteban Curuchet Argentina            |
| 2004 | Walter Pérez Juan Esteban Curuchet Argentina      | Franco Marvulli Bruno Risi Švýcarsko                    | Danny Stam Robert Slippens Nizozemsko                   |
| 2005 | Mark Cavendish Robert Hayles Spojené království   | Robert Slippens Danny Stam Nizozemsko                   | Iljo Keisse Matthew Gilmore Belgie                      |
| 2006 | Isaac Gálvez Joan Llaneras Španělsko              | Lyubomyr Polatajko Volodymyr Rybin Ukrajina             | Juan Esteban Curuchet Walter Pérez Argentina            |
| 2007 | Bruno Risi Franco Marvulli Švýcarsko              | Peter Schep Danny Stam Nizozemsko                       | Alois Kaňkovský Petr Lazar Česko                        |
| 2008 | Mark Cavendish Bradley Wiggins Spojené království | Roger Kluge Olaf Pollack Německo                        | Michael Mørkøv Alex Rasmussen Dánsko                    |
| 2009 | Michael Mørkøv Alex Rasmussen Dánsko              | Leigh Howard Cameron Meyer Austrálie                    | Martin Bláha Jiří Hochmann Česko                        |
| 2010 | Leigh Howard Cameron Meyer Austrálie              | Morgan Kneisky Christophe Riblon Francie                | Ingmar De Poortere Steve Schets Belgie                  |
| 2011 | Leigh Howard Cameron Meyer Austrálie              | Martin Bláha Jiří Hochmann Česko                        | Theo Bos Peter Schep Nizozemsko                         |
| 2012 | Kenny De Ketele Gijs Van Hoecke Belgie            | Ben Swift Geraint Thomas Spojené království             | Leigh Howard Cameron Meyer Austrálie                    |
| 2013 | Morgan Kneisky Vivien Brisse Francie              | David Muntaner Albert Torres Španělsko                  | Henning Bommel Theo Reinhardt Německo                   |
| 2014 | David Muntaner Albert Torres Španělsko            | Martin Blàha Vojtěch Hacecky Česko                      | Stefan Küng Thery Schir Švýcarsko                       |
| 2015 | Morgan Kneisky Bryan Coquard Francie              | Marco Coledan Elia Viviani Itálie                       | Jasper De Buyst Otto Vergaerde Belgie                   |
| 2016 | Mark Cavendish Bradley Wiggins Spojené království | Morgan Kneisky Benjamin Thomas Francie                  | Sebastián Mora Albert Torres Španělsko                  |
| 2017 | Morgan Kneisky Benjamin Thomas Francie            | Cameron Meyer Callum Scotson Austrálie                  | Moreno De Pauw Kenny De Ketele Belgie                   |
| 2018 | Roger Kluge Theo Reinhardt Německo                | Albert Torres Sebastián Mora Španělsko                  | Cameron Meyer Callum Scotson Austrálie                  |
| 2019 | Roger Kluge Theo Reinhardt Německo                | Lasse Norman Hansen Casper von Folsach Dánsko           | Kenny De Ketele Robbe Ghys Belgie                       |
| 2020 | Lasse Norman Hansen Michael Mørkøv Dánsko         | Campbell Stewart Aaron Gate Nový Zéland                 | Roger Kluge Theo Reinhardt Německo                      |
| 2021 | Lasse Norman Hansen Michael Mørkøv Dánsko         | Simone Consonni Michele Scartezzini Itálie              | Kenny De Ketele Robbe Ghys Belgie                       |
| 2022 | Donavan Grondin Benjamin Thomas Francie           | Ethan Hayter Oliver Wood Spojené království             | Fabio Van den Bossche Lindsay De Vylde Belgie           |
| 2023 | Jan Willem van Schip Yoeri Havik Nizozemsko       | Oliver Wood Mark Stewart Spojené království             | Aaron Gate Campbell Stewart Nový Zéland                 |
| 2024 | Roger Kluge Tim Torn Teutenberg Německo           | Lindsay De Vylder Fabio Van Den Bossche Belgie          | Niklas Larsen Michael Mørkøv Dánsko                     |

## Omnium
| Rok  | Zlato                   | Stříbro                    | Bronz                      |
| ---- | ----------------------- | -------------------------- | -------------------------- |
| 2007 | Alois Kaňkovský (CZE)   | Walter Pérez (ARG)         | Charles Bradley Huff (USA) |
| 2008 | Hayden Godfrey (NZL)    | Leigh Howard (AUS)         | Aliaksandr Lisouski (BLR)  |
| 2009 | Leigh Howard (AUS)      | Zachary Bell (CAN)         | Tim Veldt (NED)            |
| 2010 | Ed Clancy (GBR)         | Leigh Howard (AUS)         | Taylor Phinney (USA)       |
| 2011 | Michael Freiberg (AUS)  | Shane Archbold (NZL)       | Gijs van Hoecke (BEL)      |
| 2012 | Glenn O'Shea (AUS)      | Zachary Bell (CAN)         | Lasse Norman Hansen (DEN)  |
| 2013 | Aaron Gate (NZL)        | Lasse Norman Hansen (DEN)  | Glenn O'Shea (AUS)         |
| 2014 | Thomas Boudat (FRA)     | Tim Veldt (NED)            | Viktor Manakov (RUS)       |
| 2015 | Fernando Gaviria (COL)  | Glenn O'Shea (AUS)         | Elia Viviani (ITA)         |
| 2016 | Fernando Gaviria (COL)  | Roger Kluge (GER)          | Glenn O'Shea (AUS)         |
| 2017 | Benjamin Thomas (FRA)   | Aaron Gate (NZL)           | Albert Torres (ESP)        |
| 2018 | Szymon Sajnok (POL)     | Jan-Willem van Schip (NED) | Simone Consonni (ITA)      |
| 2019 | Campbell Stewart (NZL)  | Benjamin Thomas (FRA)      | Ethan Hayter (GBR)         |
| 2020 | Benjamin Thomas (FRA)   | Jan-Willem van Schip (NED) | Matthew Walls (GBR)        |
| 2021 | Ethan Hayter (GBR)      | Aaron Gate (NZL)           | Elia Viviani (ITA)         |
| 2022 | Ethan Hayter (GBR)      | Benjamin Thomas (FRA)      | Aaron Gate (NZL)           |
| 2023 | Iúri Leitão (POR)       | Benjamin Thomas (FRA)      | Shunsuke Imamura (JPN)     |
| 2024 | Lindsay De Vylder (BEL) | Simone Consonni (ITA)      | Yanne Dorenbos (NED)       |

## Elimination
| Rok  | Zlato               | Stříbro             | Bronz                  |
| ---- | ------------------- | ------------------- | ---------------------- |
| 2021 | Elia Viviani (ITA)  | Iúri Leitão (POR)   | Sergej Rostovcev (RUS) |
| 2022 | Elia Viviani (ITA)  | Corbin Strong (NZL) | Ethan Vernon (GBR)     |
| 2023 | Ethan Vernon (GBR)  | Dylan Bibic (CAN)   | Elia Viviani (ITA)     |
| 2024 | Tobias Hansen (DEN) | Elia Viviani (ITA)  | Dylan Bibic (CAN)      |

## Tandem
| Rok  | Zlato                                            | Stříbro                                          | Bronz                                                |
| ---- | ------------------------------------------------ | ------------------------------------------------ | ---------------------------------------------------- |
| 1966 | Francie Pierre Trentin Daniel Morelon            | Západní Německo Klaus Kobusch Martin Stenzel     | Itálie Walter Gorini Giordano Turrini                |
| 1967 | Itálie Bruno Gonzato Dino Verzini                | Francie Pierre Trentin Daniel Morelon            | Belgie Daniel Goens Robert Van Lancker               |
| 1968 | Itálie Giordano Turrini Walter Gorini            | Belgie Daniel Goens Robert Van Lancker           | Japonsko Sanji Inoue Hideo Madarame                  |
| 1969 | Východní Německo Hans-Jürgen Geschke Werner Otto | Západní Německo Jürgen Barth Rainer Muller       | Francie Pierre Trentin Daniel Morelon                |
| 1970 | Západní Německo Jürgen Barth Rainer Muller       | Východní Německo Hans-Jürgen Geschke Werner Otto | Francie Gérard Quintyn Daniel Morelon                |
| 1971 | Východní Německo Hans-Jürgen Geschke Werner Otto | Západní Německo Jürgen Barth Rainer Muller       | Francie Pierre Trentin Daniel Morelon                |
| 1972 | Nebylo na programu                               | Nebylo na programu                               | Nebylo na programu                                   |
| 1973 | Československo Vladimír Vačkář Miroslav Vymazal  | Sovětský svaz Viktor Kopylov Vladimir Semenec    | Východní Německo Hans-Jürgen Geschke Werner Otto     |
| 1974 | Československo Vladimír Vačkář Miroslav Vymazal  | Sovětský svaz Viktor Kopylov Vladimir Semenec    | Polsko Benedykt Kocot Andrzej Bek                    |
| 1975 | Polsko Benedykt Kocot Janusz Kotlinski           | Československo Vladimír Vačkář Miroslav Vymazal  | Sovětský svaz Anatolij Jablunovskij Sergej Komelkov  |
| 1976 | Polsko Benedykt Kocot Janusz Kotlinski           | Československo Ivan Kučírek Miloš Jelínek        | Sovětský svaz Anatolij Jablunovskij Vladimir Semenec |
| 1977 | Československo Vladimír Vačkář Miroslav Vymazal  | Sovětský svaz Vladimir Semenec Alexandr Voronin  | Východní Německo Horst Gewis Wolfgang Schaffer       |
| 1978 | Československo Vladimír Vačkář Miroslav Vymazal  | USA Gerald Ash Leslie Darcewski                  | Nizozemsko Sjaak Pieters Laurens Veldt               |
| 1979 | Francie Yavé Cahard Franck Depine                | Západní Německo Dieter Giebken Fredy Schmidtke   | Československo Vladimír Vačkář Miroslav Vymazal      |
| 1980 | Československo Ivan Kučírek Pavel Martínek       | Francie Cloarec Yvon Depine Franck               | Itálie Giorgio Rossi Floriano Finamore               |
| 1981 | Československo Ivan Kučírek Pavel Martínek       | Západní Německo Dieter Giebken Fredy Schmidtke   | Polsko Ryszard Konkolewski Zbigniew Piątek           |
| 1982 | Československo Ivan Kučírek Pavel Martínek       | Západní Německo Dieter Giebken Fredy Schmidtke   | Nizozemsko Sjaak Pieters Tom Vrolijk                 |
| 1983 | Francie Philippe Vernet Franck Depine            | Československo Ivan Kučírek Pavel Martínek       | Západní Německo Dieter Giebken Fredy Schmidtke       |
| 1984 | Západní Německo Franck Weber Jürgen Greil        | Francie Philippe Vernet Franck Depine            | Itálie Vincenzo Cecci Gabriele Sella                 |
| 1985 | Československo Vítězslav Vobořil Roman Řehounek  | USA Nelson Vails Leslie Darcewski                | Západní Německo Sascha Allscheid Franck Weber        |
| 1986 | Československo Vítězslav Vobořil Roman Řehounek  | USA Kit Kyle David Lindsey                       | Itálie Andrea Faccini Roberto Nicotti                |
| 1987 | Francie Fabrice Colas Frédéric Magné             | Itálie Andrea Faccini Roberto Nicotti            | Československo Vítězslav Vobořil Lubomír Hargaš      |
| 1988 | Francie Fabrice Colas Frédéric Magné             | Západní Německo Greil Hans-Jürgen Uwe Butchmann  | Československo Jiří Illek Lubomír Hargaš             |
| 1989 | Francie Fabrice Colas Frédéric Magné             | Československo Jiří Illek Lubomír Hargaš         | Itálie Andrea Faccini Federico Paris                 |
| 1990 | Itálie Gianluca Capitano Federico Paris          | Japonsko Norihira Inamura Masaru Saito           | Západní Německo Uwe Butchmann Markus Nagel           |
| 1991 | Německo Emanuel Raasch Eyk Pokorny               | Československo Lubomir Hargas Pavel Buráň        | Francie Frédéric Lancien Denis Lemyre                |
| 1992 | Itálie Gianluca Capitano Federico Paris          | Československo Lubomír Hargaš Pavel Buráň        | Austrálie Anthony Peden David Dew                    |
| 1993 | Itálie Federico Paris Roberto Chiappa            | Austrálie Stephen Pate Dany Day                  | Československo Arnošt Drcmánek Lubomír Hargaš        |
| 1994 | Francie Fabrice Colas Frédéric Magné             | Německo Emanuel Raasch Jens Glücklich            | Itálie Federico Paris Roberto Chiappa                |